# ダーシー・レッキー
ダーシー・レッキー（英語: D'arcy Elizabeth Wretzky-Brown、1968年5月1日）は、アメリカのミュージシャン。オルタナティヴ・ロックバンド、スマッシング・パンプキンズのベーシストであったことで知られる。

## 略歴

### 生い立ち
ミシガン州で生まれ育つ。歌手だった母の勧めでヴァイオリンとオーボエを演奏し、聖歌隊にも参加した。また、体育の好きな活発な少女だった。高校時代にポストパンクに興味を持つようになり、いくつかのカヴァーバンドでプレイした。高校卒業後、あるバンドに参加するためフランスに引っ越すが、彼女が到着する直前にバンドが解散しており、そのまま帰国する。今度はシカゴに引っ越しバンド演奏を始める。

### スマッシング・パンプキンズ

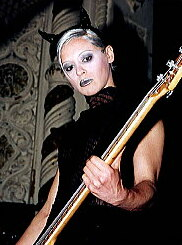
1998年4月撮影

ある日、シカゴのライブハウスでビリー・コーガンと出会い、コーガンからバンドに誘われてスマッシング・パンプキンズに加入することになる。その後、デビューアルバムのギッシュから、5枚目のスタジオアルバムであるマシーナ/ザ・マシーンズ・オブ・ゴッドのレコーディング終了までベーシストとして活動した。1999年に「女優になる」という理由で突然バンドを脱退するが、その後まもなくクラック・コカイン所持の容疑で逮捕されている。彼女の後任にはメリッサ・オフ・ダ・マーが就いたが、パンプキンズは2000年に解散した。

### 現在
2006年にスマッシング・パンプキンズが再結成されたが、ダーシーと元バンドメイトのジェームス・イハは参加しなかった。
2009年の1月、ダーシーはなんの前触れもなくシカゴのラジオ局に電話をかけ、番組の中で自らの近況について話した。それによると、現在はミシガン州の農場で暮らしおり、健康状態が思わしくないことから音楽活動はあきらめたとのこと。他には、モンキーズのデイビー・ジョーンズとシルヴァーサン・ピックアップスが気に入っていること、数年前に婚約者が亡くなったことなどを話した。
2011年2月に自身の農場で飼っていた馬が逃げ出したことで近隣住民に告発され、法廷への出廷要請を拒んでいたために逮捕。同月には飲酒運転の容疑でも逮捕されている。